# Armée populaire de libération (Colombie)
Pour les articles homonymes, voir Armée populaire, Armée populaire de libération et EPL.
L'Armée populaire de libération (espagnol : Ejército Popular de Liberación, EPL), est un mouvement de guérilla né en Colombie en 1967. La plupart de ses anciens membres se sont démobilisés en 1991, formant le parti politique Esperanza, Paz y Libertad (Espoir, paix et liberté), mais une faction dissidente continue la lutte armée. La fraction militaire de l'EPL comptait environ 500 membres au milieu des années 2000.

## Origines
L'EPL a été fondée en 1967 par le Parti communiste de Colombie (marxiste léniniste), PCC (ml), une scission maoïste du Parti communiste colombien (pro-soviétique), dans le contexte de la rupture sino-soviétique. L'EPL naît de la mise en application par ce nouveau parti d'une stratégie révolutionnaire à base rurale, la conquête des centres urbains se faisant dans un second temps. L'EPL a toutefois tenté de créer des cellules urbaines, tout en s'engageant dans des actions de sabotage et des activités qualifiées de terroristes par des observateurs internationaux.

## Développement historique
Les opérations militaires de l'EPL débutent dans le département de Córdoba (Caraïbes), à la fin des années 1960, mais des tensions internes et la mort de certains de ses principaux dirigeants pendant les années 1970 affaiblissent les possibilités opérationnelles de l'EPL. Au cours des années 1970 et 1980, le groupe ne parvient pas à attirer autant de militants que les FARC,      l'ELN ou le M-19, même après que le groupe a annoncé en 1980 qu'il abandonne le maoïsme orthodoxe pour adopter la tendance pro-albanaise. Par ailleurs, un petit groupe dirigé par Pedro León Arboleda fait scission en 1979.
La force armée du groupe a été estimée à environ 350 à 500 combattants en 1987, opérant dans six départements autour de la région du Magdalena medio.
L'EPL a déclaré en 1984 un cessez-le-feu (en même temps que plusieurs autres groupes de guérilleros) pour entamer des négociations avec le gouvernement. En 1985, le meurtre d'un dirigeant du groupe, Ernesto Rojas, mène à la rupture officielle du cessez-le-feu par l'EPL. À la différence du Parti communiste colombien, le PCC (ml) n'a pas de statut juridique officiel en Colombie actuellement. Des opérations militaires et paramilitaires menées contre les soutiens politiques de l'EPL et ses militants ont affaibli le groupe et auraient abouti à des divisions internes dans sa structure.

## Démobilisation partielle et scissions: les années 1990
En 1991, l'EPL signe un traité de paix avec l'administration du président César Gaviria et un total d'environ 2 000 membres du groupe (guérilleros ou civils) se démobilisent en échange d'une amnistie. Une faction dissidente plus petite, parfois appelée « Ejército Popular de Liberación - Línea Disidente » (Armée populaire de libération - ligne dissidente), refuse de se démobiliser et poursuit la lutte armée sous la direction de Francisco Caraballo. Caraballo lui-même a été par la suite capturé par les autorités colombiennes en 1994, ce qui n'a pas empêché les opérations du groupe de se poursuivre sur une échelle plus petite.
La plupart des guérilleros démobilisés ont formé Esperanza, Paz y Libertad (Espoir, paix et liberté), un parti politique, qui s'est donné pour but de défendre les intérêts des ouvriers et des syndicats, particulièrement autour du golfe d'Urabá, dans les départements d'Antioquia et Córdoba. Beaucoup de ses membres ont été assassinés, dont certains par les guérillas toujours actives qui les percevaient comme des collaborateurs des paramilitaires.

## Présence dans la zone du Catatumbo
En 2017, la dissidence armée de l'EPL est toujours active malgré la mort de son chef, Víctor Ramón Navarro Serrano, alias Megateo (es) le 2 octobre 2015. Sa présence est significative  dans le Catatumbo (zone nord-est du département du Norte de Santander). Appelé Los Pelusos par l'armée colombienne, ce groupe dispose selon la fondation Idées pour la Paix (FIP) d'une présence territoriale et sociale qui ne permet pas de la réduire à un simple groupe crapuleux. Les actions militaires du groupe sont en recrudescence dans des municipes comme Teorama et El Tarra, qui étaient des zones d'opération des FARC avant la démobilisation de cette guérilla en 2017, et garde une légitimité auprès de la population dans des zones réduites des municipes d'Hacarí et de San Calixto, dans la même zone. Selon la FIP, l'EPL est l'un des principaux groupes armés de «saboteurs de la paix» dans la région du Catatumbo, et la paix n'y sera pas complète tant que l'EPL continuera ses actions, d'autant que d'après des paysans de la zone le groupe « n'acceptera jamais une capitulation ».